# أليسون سويني
أليسون سويني (بالإنجليزية: Alison Sweeney)‏ مواليد 19 سبتمبر 1976 في لوس أنجلوس، هي ممثلة ومخرجة أمريكية بدأت مسيرتها الفنية عام 1981.

## وصلات خارجية
- أليسون سويني على موقع IMDb (الإنجليزية)
- أليسون سويني على موقع ألو سيني (الفرنسية)
- أليسون سويني على موقع إن إن دي بي (الإنجليزية)
- أليسون سويني على موقع قاعدة بيانات الفيلم (الإنجليزية)
- أليسون سويني على موقع كينوبويسك (الروسية)